# 普雷圣母村
普雷圣母村（法語：Notre-Dame-du-Pré，法語發音：[nɔtʁə dam dy pʁe]）是法国萨瓦省的一个市镇，属于阿尔贝维尔区。

## 地理
普雷圣母村（45°30'43"N, 6°35'37"E）面积18.2 平方千米，位于法国奥弗涅-罗讷-阿尔卑斯大区萨瓦省，该省份为法国东部省份，历史上为薩伏依的一部分，北起上萨瓦省，西接伊泽尔省和安省，南部和东部与上阿尔卑斯省和意大利接壤。
与普雷圣母村接壤的市镇（或旧市镇、城区）包括：艾姆拉普拉涅、博泽勒、费松叙萨兰、蒙塔尼、圣马塞尔。

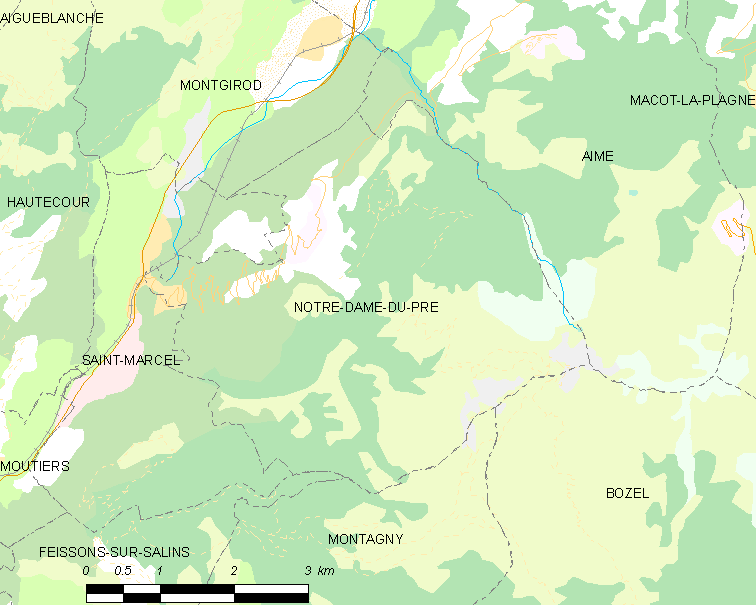
普雷圣母村的OSM定位图

普雷圣母村的时区为UTC+01:00、UTC+02:00（夏令时）。

## 行政
普雷圣母村的邮政编码为73600，INSEE市镇编码为73190。

## 政治
普雷圣母村所属的省级选区为穆捷县。

## 人口

1962-2008年间普雷圣母村人口变化图示

普雷圣母村于2022年1月1日时的人口数量为256人。